# مجلس الوزراء الكويتي (مايو 2009)
مجلس الوزراء الكويتي (مايو 2009)، هي الوزارة ال 27 منذ استقلال دولة الكويت والسادسة التي يرأسها الشيخ ناصر المحمد الاحمد الصباح. أصدر الشيخ صباح الاحمد الجابر الصباح مرسومبتشكيلها. 

## أعضاء الحكومة[2]
| الوزير                      | المنصب                                                                                    |
| --------------------------- | ----------------------------------------------------------------------------------------- |
| ناصر المحمد الأحمد الصباح   | رئيس مجلس الوزراء                                                                         |
| جابر مبارك الحمد الصباح     | نائب أول لرئيس مجلس الوزراء ووزير الدفاع                                                  |
| محمد صباح السالم الصباح     | نائب لرئيس مجلس الوزراء ووزير الخارجية                                                    |
| أحمد فهد الأحمد الصباح      | نائب رئيس مجلس الوزراء للشؤون الاقتصادية ووزيردولة لشؤون التنمية ووزير دولة لشؤون الاسكان |
| أحمد الهارون                | وزير للتجارة والصناعة                                                                     |
| محمد العفاسي                | وزير الشؤون الاجتماعية والعمل                                                             |
| هلال الساير                 | وزير الصحة                                                                                |
| جابر خالد الصباح            | وزير الداخلية                                                                             |
| راشد الحماد                 | نائب رئيس مجلس الوزراء للشؤون القانونية ووزير العدل ووزير الاوقاف والشؤون الإسلامية       |
| أحمد عبد الله الأحمد الصباح | وزير الإعلام ووزير النفط                                                                  |
| فاضل صفر                    | وزير الأشغال العامة ووزير الدولة لشؤون البلدية                                            |
| مصطفى جاسم الشمالي          | وزير المالية                                                                              |
| روضان الروضان               | وزير الدولة لشؤون مجلس الوزراء                                                            |
| بدر الشريعان                | وزير للكهرباء والماء                                                                      |
| موضي الحمود                 | وزير للتربية والتعليم العالي                                                              |
| محمد البصيري                | وزير المواصلات ووزير دولة لشؤون مجلس الامة                                                |

## إنجازات الحكومة
حققت هذه الحكومة عدة إنجازات أهمها تقديم خطة تنميه وزيادة الكوادر لمختلف قطاعات الدولة وحل مشكلة الاستهلاك الكهربائي التي عانت منه البلاد خلال السنوات الثلاث الماضية

## مواجهات الحكومة وكثرة الاستجوابات
تعرضت هذه الحكومة للكثير من الاستجوابات خصوصا لرئيسها الشيخ ناصر المحمد الأحمد الصباح حيث اعتلى المنصة للمره الأولى في استجواب شيكات مصروفات رئيس الوزراء الذي قدمه النائب فيصل المسلم، وأيضا قدم استجواب لوزير الداخلية جابر الخالد الصباح من قبل النائب مسلم البراك وأيضا قدم استجواب لوزير الاعلام احمد العبد الله الصباح من قبل النائب علي الدقباسي، الجدير بالذكر أن هذه الحكومة واجهت أربع استجوابات في يوم واحد لرئيسها ناصر المحمد ونائب رئيسها ووزير الدفاع جابر مبارك الحمد ووزير الداخلية جابر الخالد ووزير الاشغال فاضل صفر من قبل النواب فيصل المسلم وضيف الله بورميه ومسلم البراك ومبارك الوعلان على الترتيب إلا أن جميع الوزراء نجحوا في تخطي الاستجوابات

## استقالة وزراء
استقال وزير الداخلية جابر الخالد الصباح في مطلع سنة 2011 بسبب قضية مقتل المواطن محمد غزاي الميموني

## استقالة الحكومة
استقالت الحكومة في شهر مارس 2011 بعد أن قدم مجلس الامه العديد من الاستجوابات لرئيسها ولوزير الإسكان ولوزير الاعلام ولوزير الخارجية